# Курт Байцен
Курт Байцен (нім. Kurt Beitzen; 21 травня 1885, Гільдесгайм — вересень 1918, Атлантичний океан) — німецький офіцер-підводник, капітан-лейтенант кайзерліхмаріне. Прославився потопленням броненосця «Гемпшир», на борту якого загинув британський військовий міністр Герберт Кітченер.

## Біографія
6 квітня 1904 року вступив на флот. Учасник Першої світової війни. З 26 березня 1916 по 1 травня 1917 року — командир підводного човна U-75, з 31 травня по 24 листопада 1917 року — U-98, з 26 листопада 1917 року — U-102. У кінці вересня 1918 року човен підірвався на міні східніше Оркнейських островів. Всі 42 члени екіпажу загинули.
Всього  за час бойових дій потопив 14 кораблів загальною водотоннажністю 29 296 тонн і пошкодив 2 кораблі (3744 тонни).
| Дата              | Назва корабля                   | Тип               | Тоннаж | Вантаж            | Загиблі | Країна             |
| ----------------- | ------------------------------- | ----------------- | ------ | ----------------- | ------- | ------------------ |
| 5 червня 1916     | Hampshire                       | Броненосець       | 10,850 |                   | 737     | Британська імперія |
| 22 червня 1916    | Laurel Crown                    | Дрифтер ВМС       | 81     |                   | 9       | Британська імперія |
| 7 серпня 1916     | John High                       | Траулер ВМС       | 228    |                   | 14      | Британська імперія |
| 12 серпня 1916    | Kovda                           | Кур'єрський човен | 1,125  |                   |         | Російська імперія  |
| 20 вересня 1916   | Etton                           | Пароплав          | 2,831  | Вугілля           | 1       | Британська імперія |
| 16 листопада 1916 | Fenja                           | Вітрильник        | 433    | Рейки             | 0       | Данія              |
| 22 листопада 1916 | Reserv (приз)                   | Пароплав          | 1,700  |                   |         | Швеція             |
| 23 листопада 1916 | Arthur                          | Пароплав          | 1,435  | 1676 тонн вугілля | 0       | Швеція             |
| 9 квітня 1917     | Ganslei                         | Пароплав          | 1,273  |                   |         | Російська імперія  |
| 15 квітня 1917    | Arctic Prince (пошкоджений)     | Траулер ВМС       | 194    |                   | 6       | Британська імперія |
| 8 грудня 1917     | Lucien                          | Вітрильник        | 200    | Імовірно вугілля  | 6       | Франція            |
| 13 грудня 1917    | Noviembre                       | Пароплав          | 3,500  |                   |         | Іспанія            |
| 21 лютого 1918    | Cheviot Range                   | Пароплав          | 3,691  |                   | 27      | Британська імперія |
| 3 березня 1918    | Romeo                           | Пароплав          | 1,730  | Баласт            | 26      | Британська імперія |
| 24 червня 1918    | Caroline                        | Вітрильник        | 219    | Вугілля           | 0       | Данія              |
| 2 вересня 1918    | Ariadne Christine (пошкоджений) | Пароплав          | 3,550  |                   |         | Британська імперія |

## Звання
- Морський кадет (6 квітня 1904)
- Фенріх-цур-зее (11 квітня 1905)
- Лейтенант-цур-зее (29 вересня 1907)
- Оберлейтенант-цур-зее (5 вересня 1909)
- Капітан-лейтенант (17 жовтня 1915)

## Нагороди
- Залізний хрест
  - 2-го класу
  - 1-го класу (1915)
- Військовий хрест Фрідріха-Августа (Ольденбург) (1917)